# シャイニング・ウィズダム
『シャイニング・ウィズダム』は、1995年8月11日に日本のセガから発売されたセガサターン用アクションロールプレイングゲーム。
同社による『シャイニング・シリーズ』の第4作目（携帯型ゲーム機を含めると第7作目）。主人公のマルスを操作し、ダークエルフ一味による災いの巨人復活の計画を阻止する事を目的としている。CGレンダリングのキャラクターを用いて滑らかな戦闘アニメーションを実現した事が特徴。
開発はソニックが行い、前作となるメガドライブ用ソフト『シャイニング・フォースII 古えの封印』（1993年）に引き続きプロデューサーは高橋宏之、ディレクターは田口泰宏、音楽は武内基朗が担当している他、キャラクター・デザインは漫画家の梶山弘が担当している。
スーパー32X用ソフトとしての発売も検討されたが中止となった。また、後に同シリーズの続編として『シャイニング・ザ・ホーリィアーク』（1996年）が発売されたが、ゲームシステムは全く異なり本作とはストーリー上の繋がりはない作品となっている。

## ゲーム内容

### システム
主たるシステムは一般的なアクションRPGと同じであるが、本作の特徴といえる『連打システム』が採用されている。これはBボタンを連打することによって、移動速度を高めたり、魔法力を上げたりするもので、本作の攻略の鍵となる(一定以上の移動速度がないと飛び越せない谷がある、等)。画面上のシフトゲージでそのレベルが確認できる。
連打でゲージを溜めた後は、Bボタンを押しっぱなしにすることでそのレベルを維持することができる。連打を弱めれば徐々にゲージは下がっていき、敵の攻撃を受けるとチャージは強制解除される。
- レベル1(1速)
  - ボタン連打をする前の状態。
- レベル2(2速)
  - 移動速度が少し上がる。魔法装備時は、それを発生させるための準備段階になる。
- レベル3(3速)
  - 移動速度がさらに上がり、敵に体当たりすることで小ダメージを与えることが出来るようになる。魔法を装備していると主人公の周囲に結界が発生する。
- レベル4(4速)
  - さらに移動速度が上がり、体当たりによるダメージも上昇する。魔法が発動し、Cボタンで魔法攻撃が出来るようになる。
- レベル5(5速)
  - 特定のアイテムを装備するとレベル5のチャージが可能となる。体当たりの威力は最も大きくなり、魔法の効果に装備したアイテムの特性が付与される。

### ミニゲーム
あるアイテムを手に入れると「どいてなUSO」というレースゲームを模したミニゲームがプレイできる。その名のとおりSEGAのレースゲーム『デイトナUSA』（1994年）のパロディである。

### その他
パッケージには取扱説明書とは別添で注意書が同封されているが、サターン本体の電源を入れた状態でゲームディスクを挿入して起動させないとオープニングムービーが正常に再生されない不具合がある。
本作より同社スタッフにアメリカ人プログラマーが加わり、同社のCG、3D技術等に多大な貢献をしている。

## ストーリー
主人公のマルスは、かつてオデガン王国を邪悪なドラゴンから救った英雄の子である。晴れて王国の兵士となったマルスだが、ダークエルフの陰謀に巻き込まれていく。

## 主な登場人物
マルス
主人公。英雄ジャイルズの息子。父の死後、祖父母に育てられ「加速の術」を身につける。オデガン城に兵士として仕えることになるが…。
サテラ王女
気品と美しさを持つオデガンの王女。ダークエルフに狙われる。
パゾート
ダークエルフの首魁。魔力、戦闘力ともに群を抜き強く、四天王を従える。

## スタッフ
- プログラム：田口泰宏、佐藤明子、野原剛、P.E.ジャレス・ハイン、山本豊
- サブスクリプト、プロデューサー：高橋宏之
- マップ・デザイン：清水秀二、進藤歩、新倉竜也、高橋宏之
- キャラクター・デザイン：梶山弘
- マップ・グラフィック：きむらしげき、青木文秀、はしもとまさゆき、なかしまひろと、進藤歩、二見圭介、こぐちみえこ
- マップ・オーガニゼーション：杉本祐輔
- キャラクター・グラフィックス&ムービー：村上友子、なかむらじゅんこ
- 音楽：武内基朗
- 効果音：村田智
- マニュアル：宇野正明、たかはしとしや
- パブリシティー：竹崎忠
- サポート：川越隆幸、下里陽一
- マップ・イラストレーション：山内真
- ディレクター：田口泰宏
- スペシャル・サンクス：キャメロット、R.I.S.、RIT'S、トレジャー

## 評価
| 項目 | キャラクタ | 音楽 | お買得度 | 操作性 | 熱中度 | オリジナリティ | 総合 |
| 得点 | 4.1        | 3.5  | 3.7      | 3.2    | 3.6    | 3.8            | 21.9 |

日本における評価は、ゲーム誌『ファミコン通信』の「クロスレビュー」において8・7・8・9の合計32点（満40点）でゴールド殿堂を獲得した他、『SATURN FAN』の読者投票による「ゲーム通信簿」での評価が右記の通り21.9点（満30点）とどちらも高評価となった。
『ファミ通』の「クロスレビュー」において、レビュアーからはゲームシステムに関して賛否両論の意見が挙げられ、浜村通信は爽快感があるとしてアクション部分を肯定的に評価、渡辺美紀は『ゼルダの伝説シリーズ』との類似性を指摘しつつもアイテムを組み合わせて使用するシステムに関して肯定的に評価、ローリング内沢は連打によってキャラクターが加速するシステムを「変わったシステム」としながらもアクション性は抜群であるとして肯定的に評価し9点を与えた。また浜村はグラフィックや演出面に関して、「普通のドット絵キャラに見えるけど、じつはしっかりハイCGテクで演出」と述べた上で、ポリゴンや実写、音声のみに頼らない作りを「新しい形」と評価、内沢はキャラクターのコミカルさを肯定的に評価した。一方で、羽田隆之は「行くべき場所にたどり着けない」など難易度の高さを指摘したが、「行きづまってしまうギリギリまで追い詰められるが、それでも放棄しようとする心を抑制するキレイなまとまりがある」として肯定的に評価した他、渡辺は連打システムや敵が多い事に関して否定的に評価した。
欧米における評価として、アメリカ合衆国のゲーム誌『エレクトロニック・ゲーミング・マンスリー』（EGM）の4人のレビュアーは本作に5.5点（満10点）を与え、劣悪で時代遅れのグラフィック、オリジナリティのなさ、一本道のストーリーについて言及している。『GamePro』のScary Larryは、この作品に対して「まるで10年前のRPGのようだ」と語り、退屈なストーリー、かわいらしすぎる敵キャラクター、そして不必要に難しい連打システムについて言及している。
『Maximum』、『EGM』と『GamePro』のレビュアーは共に、この作品の時代遅れなグラフィックとサウンドは、メガドライブ用に作られたものを移植したことによるものではないかと推測している。しかし、奥深いアクションRPGであるとも感じたという。イギリスのゲーム誌『Sega Saturn Magazine』のRad Automaticは、この作品を「テンポが速く、好奇心をそそる」ストーリーと、はい/いいえの選択肢でプロットを制御できる（この言及は誤りである。選択肢によってプロットが変わることはない）ことを称賛し、この作品は「エース」であると締めくくっている。